# الهولوكوست في النمسا
كانت الهولوكوست في النمسا عملية ممنهجة من الاضطهاد والنهب والإبادة، مورست على اليهود من قِبل النازيين الألمان والنمساويين من عام 1938 إلى عام 1945. قُتل ما يقدر بنحو 65,000 يهودي وأُجبر 125,000 آخرين على الهروب من النمسا كلاجئين.

## اليهود في النمسا قبل عام 1938
في ثلاثينيات القرن العشرين، ازدهر اليهود في النمسا، مع وجود شخصيات بارزة في العلوم والفنون والأعمال والصناعة والمهن بكافة أنواعها. في وقت تنفيذ الآنشلوس (ضم النمسا) مع ألمانيا النازية عام 1938، قُدر عدد السكان اليهود في النمسا بنحو 192,000 نسمة، يقطن معظمهم في فيينا.
كان للنمسا موروث كبير من معاداة السامية، تجسد سيماهُ بالكامل في أدولف هتلر. في عام 1895، حاز كارل لوغر النمساوي المعادي للسامية على غالبية المقاعد في بلدية فيينا وعُين عمدةً للعاصمة النمساوية. في عام 1922،ألّف النمساوي هوغو بيتاور رواية متعلقة بالمستقبل بعنوان، مدينة بلا يهود، وذلك بهدف السخرية من معاداة السامية الوحشية في فيينا حيث تعرض طلاب الجامعات اليهود للهجوم بشكل متكرر، فتبين بُعد نظرها بشكل مأساوي.

## الضم
منذ عام 1933، عندما وصل أدولف هتلر إلى السلطة في ألمانيا، أصبح ضم النمسا أحد أهداف السياسة الخارجية لألمانيا. ضُمت النمسا إلى الرايخ الثالث في 13 مارس 1938، وهو اليوم التالي لدخول القوات الألمانية الأراضي النمساوية واستقبال النمساويين لهم بالتحية والرايات النازية. نُشر قانون يعلن النمسا «إحدى أراضي الإمبراطورية الألمانية» تحت اسم «أوستمارك». في 10 أبريل، أُجري استفتاء الضم في النمسا. وفقًا لبيانات الرايخ الرسمية، وبتصويت 99.08% من السكان، جرت الموافقة على الضم بنسبة 99.75%.

## عنف واضطهاد معاد للسامية
بعد الضم، كان اضطهاد اليهود مباشرًا وعنيفًا بشكل صاعق. سُنت القوانين العنصرية الألمانية في النمسا، فحُرم اليهود بموجبها من حقوقهم. وفقًا لهذه القوانين، قُدر عدد اليهود في النمسا بنحو 220,000 شخص، وهو رقم أكبر من الرقم المعتمد سابقًا والبالغ 182,000. نُفذت إعادة تنظيم قسرية للمجتمعات اليهودية، بقيادة أدولف أيخمان. أُغلقت جميع المنظمات والصحف اليهودية وسُجن قادتها وإداراتها. لم يعد مسموحًا لليهود باستخدام وسائل النقل العام. انضم العديد من النمساويين العاديين إلى النازيين في ترهيب اليهود. في أعمال الإذلال العلني، أُجبر اليهود على غسل الأرصفة والمراحيض العامة، في بعض الأحيان، بفرشاة الأسنان وبأيديهم العارية. في إحدى الوقائع، جُمع عدد من اليهود يوم السبت وأُجبروا على أكل العشب في براتر، وهو متنزه ترفيهي شعبي في فيينا. فُصل أعضاء الهيئة التدريسية اليهود في جامعة فيينا الطبية.
أثناء ليلة البلور في نوفمبر 1938، وقعت مذابح معادية لليهود في جميع أنحاء ألمانيا والنمسا. دُنست الكُنس ودُمرت، ونُهبت منازل اليهود ومتاجرهم.
في 8 أغسطس 1938، أُنشأ أول معسكر اعتقال نمساوي في ماوتهاوزن.

## نهب ممتلكات اليهود
استولى النمساويون على الممتلكات اليهودية كجزء من الهولوكوست. كانت هناك عمليات نقل مكثفة للمنازل والشركات والعقارات والأصول المالية والأعمال الفنية من اليهود إلى غير اليهود. اعتُمدت أجهزة إدارية محكمة التنظيم تخصصت بالنهب والتخزين وإعادة البيع، بما في ذلك الغيستابو والفوغيستا ودار دوروتيوم للمزادات، وشركات نقل ومتاحف عدة في فيينا، لنقل الأعمال الفنية وغيرها من الممتلكات التي جرى الاستيلاء عليها، من اليهود إلى غير اليهود.
يشرح كتاب فيينا خاصتنا بقلم تينا والزر وستيفان تمبل كيف استولى النازيون على مئات الأعمال التجارية اليهودية في فيينا ولم تُرد أبدًا بعد الحرب.

## الهجرة القسرية
في مايو 1938، سمح النازيون للجالية اليهودية في فيينا باستئناف أنشطتها، بهدف واحد مقصود – تنظيم وتسريع الهجرة الجماعية لليهود من النمسا. سُمح للمكتب الفلسطيني للمنظمة الصهيونية العالمية بالمساعدة في الهجرة اليهودية. في أغسطس 1938، أُنشأ المكتب المركزي للهجرة اليهودية [«مركز الهجرة اليهودية»] بقيادة النازي أدولف أيخمان.
كان من بين المهاجرين مشاهيرٌ مثل سيغموند فرويد وإيمري كالمان.
بعد اعتقال جميع القادة اليهود في مارس 1938، عين أيخمان بنفسه جوزيف لوفينهيرز رئيسًا للجالية اليهودية. في 22 أغسطس 1938، راسل أيخمان برلين متحدثًا عن تقديم مكتبه لوثائق الهجرة إلى 200 يهودي يوميًا.
هاجر من الاضطهاد 62,958 يهوديًا في عام 1938، و54,451 يهوديًا آخرًا في عام 1939. مع اندلاع الحرب في سبتمبر 1939، ووفقًا لبعض التقديرات، غادر النمسا ما يصل إلى 126,445 يهوديًا. بقي ما بين 58,000 و66,260 يهودي في البلاد. في النهاية، حُظرت الهجرة من الرايخ في أكتوبر 1941.
في مؤتمر فانسي في 20 يناير 1942، قُدمت البيانات التالية: هاجر 147,000 يهودي من النمسا من 15 مارس 1938 إلى 31 أكتوبر 1941، بقي 43,700.
العزلة والترحيل والإبادة
في أكتوبر 1939، بدأ ترحيل اليهود النمساويين إلى بولندا، كجزء من خطة أكبر لجمع وتقييد يهود أوروبا بأكملهم في منطقة واحدة. رُحل 1,584 شخصًا إلى منطقة لوبلين.
بدأ ترحيل اليهود إلى معسكرات الموت في فبراير 1941. سُرعت هذه العملية بعد مؤتمر فانسي. جرى تصفية المجتمع الفييني رسميًا في 1 نوفمبر 1942، وفي ذلك الوقت بقي نحو 7,000 يهودي في النمسا. استمرت عمليات الترحيل حتى مارس 1945.
نتيجة للهولوكوست، ووفقًا لمصادر مختلفة، فقد ما بين 60,000 و65,000 يهودي نمساوي أرواحهم – وهو العدد الكلي تقريبًا لأولئك الذين لم يغادروا قبل الحرب. نجا أقل من 800 يهودي (معظمهم أزواج مواطنين نمساويين) حتى تحرير فيينا من قِبل القوات السوفيتية في 13 أبريل 1945. بحلول عام 1950، بلغ عدد أفراد الجالية اليهودية في النمسا 13,396 شخصًا (منهم 12,450 مقيم في فيينا).

## احتجاجات ومقاومة
من 1 يناير 2016، كان هناك 106 نمساويين تُقر بهم مؤسسة ياد فاشيم المعنية بالهولوكوست والبطولة، باسم الصالحين بين الأمم، إذ خاطروا بحياتهم لمساعدة اليهود وإنقاذهم أثناء الهولوكوست.

## إحياء ذكرى المحرقة
حتى ثمانينيات القرن العشرين، تمسك المجتمع النمساوي بقصة «الضحية الأولى»، التي صورت النمسا على أنها ضحية، وليست مؤيدة مندفعة لألمانيا النازية، وبالتالي تجنبت المسؤولية عن جرائم الرايخ الثالث.
على الرغم من أن الإبادة الجماعية النازية كانت موثقة توثيقًا جيدًا في أرشيفات المقاومة النمساوية خلال ستينيات القرن العشرين، إلا أن الدراسة النقدية الفعلية للهولوكوست لم تلحق الاتجاه السائد للتأريخ النمساوي حتى ثمانينيات القرن العشرين. كان الدافع وراء ذلك الانتخابات الرئاسية في النمسا عام 1986، التي بدأت بفضيحة تتعلق بالماضي النازي لكورت فالدهايم. في عام 1988، أُنشأت الهيئة التاريخية للتحقيق في نهب الممتلكات خلال الفترة النازية، وكذلك الاسترداد والتعويض بعد عام 1945.
النمسا عضو في التحالف الدولي لإحياء ذكرى الهولوكوست.
ولو أن العديد من المدن في النمسا قد شيدت نصب تذكارية لضحايا الهولوكوست (انظر النصب التذكاري لضحايا الهولوكوست في فيينا)، فإن الافتقار إلى الدقة، كعدم إدراج الأسماء الفعلية للضحايا مثلًا، قد انتُقد حتى وقت قريب. في 9 نوفمبر 2021 (أي في الذكرى 83 لليلة البلور)، افتتحت الحكومة النمساوية «جدار أسماء النكبة التذكاري» في موقع بارز (حديقة النمسا) في وسط فيينا. نُقش على هذا النصب التذكاري أسماء 64,440 يهودي نمساوي قتلوا خلال الهولوكوست. عُرف مقتل نحو 1,000 شخص آخر، لكن أسمائهم فُقدت مع الأسف. يتكون هذا النصب التذكاري من 160 لوحًا من الغرانيت مرتبة في شكل بيضاوي (يبلغ عرض كل لوح مترًا واحدًا وارتفاعه مترين).
تعرضت النصب التذكارية لبعض الضحايا للتخريب بشكل متكرر.
وجدت دراسة أُجريت في عام 2019 أن معظم البالغين النمساويين كانوا يجهلون الكثير عن الهولوكوست.